# 진양산업
진양산업 주식회사는 대한민국의  플라스틱 발포성형 기업이다.